# MOS Technology VIC

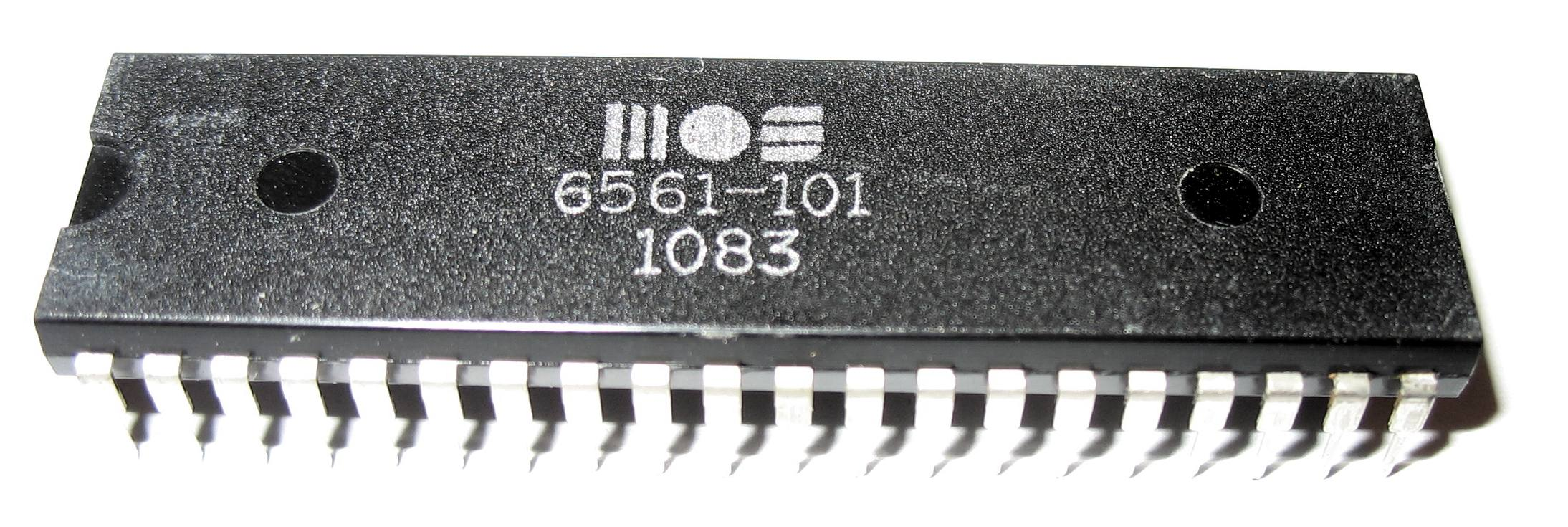
VIC (PAL-Version 6561)

Anschlussbelegung des VIC

Der VIC (Video Interface Controller), technische Bezeichnung MOS Technology 6560 (NTSC-Version) bzw. 6561 (PAL-Version), ist ein Computer-Chip zur Bild- und Tonausgabe auf einem Fernseher oder einem Video-Monitor.
Ursprünglich wurde er für günstige Computer-Terminals und Videospiele entwickelt, kam aber hauptsächlich im Heimcomputer Commodore VC 20 zum Einsatz.
Häufig werden auch seine Nachfolger VIC II, VIC IIE und VIC III, die im C64, C128 und im nur in Vorserie (≈200–1000 Stück) gebauten C65 zum Einsatz kamen, als VIC bezeichnet.

## Technische Daten
- 16 KB Adressbereich für Bild-, Zeichensatz- und Farbspeicher
- 16 fest vorgegebene Farben
- 2 auswählbare Zeichengrößen: 8 × 8 oder 8 × 16 Pixel
- 176 × 184 beim VC-20 genutzt, 224 × 256 Pixel maximale PAL-Video-Auflösung
- Sound-Ausgabe: 3 Tonkanäle Rechteck + 1 Tonkanal weißes Rauschen, 128 verschiedene Töne sind je Kanal möglich; die drei Tonkanäle sind unterschiedlich gestimmt.
- On-Chip DMA, angepasst für 6502-Prozessoren. Nutzt die Tatsache aus, dass diese nur die Hälfte jedes Taktzyklus' auf den Bus zugreifen und greift jeweils dazwischen auf den Bus zu. Dadurch können Prozessor und Videochip auf denselben Speicher mit voller Geschwindigkeit zugreifen.
- Zwei 8-Bit-A/D-Wandler, sie dienen im VC-20 zum Auslesen von Paddles.
- Lichtgriffel-Funktion
- Keine Rastergrafik; diese muss über einen benutzerdefinierten Zeichensatz emuliert werden.
- Videoformat: FBAS, Y/C

Der VIC wird über 16 Steuerregister, beim VC-20 im Adressbereich $9000–$900F befindlich, programmiert.